# نیبریس
نیبریس (انگلیسی: Nibris) شرکت بازی ویدئویی لهستانی است، که در سال ۲۰۱۰ تأسیس شد.